# Szeleczky Zoltán
Szeleczky Zoltán (Budapest, 1940. február 29. –) magyar biológus, politikus, országgyűlési képviselő. A Tudományos Dolgozók Demokratikus Szakszervezete (TDDSZ), a Duna-mozgalom tagja.
Kutatási területe a mikrobiológiai eredetű hatóanyagok.

## Életpályája

### Iskolái
Az általános és középiskolai tanulmányait is a fővárosban végezte el. 1958-ban érettségizett a Steinmetz Miklós Gimnáziumban. 1958–1963 között az Eötvös Loránd Tudományegyetem Természettudományi Kar biológia-kémia szakos hallgatója volt.

### Pályafutása
1963–1970 között Martonvásáron a Magyar Tudományos Akadémia Mezőgazdasági Kutatóintézetének tudományos munkatársa volt. 1970-től a Gyógyszerkutató Intézet tudományos főmunkatársa. 1981–1982 között az USA-ban volt IREX-ösztöndíjas. 1988-ban az Országos Klubtanács elnöke volt. 1988 óta a Bajcsy Zsilinszky Endre Baráti Társaság és az Erdélyi Szövetség tagja.

### Politikai pályafutása
1988-tól az MDF alapító tagja. 1988-ban egyik szervezője volt a Szárszó '88 rendezvénynek. 1989-ben szervezője volt a Sorsközösség találkozónak és a Páneurópai pikniknek. 1989–1990 között az MDF XVIII. kerületi szervezetének elnöke volt. 1990–1994 között országgyűlési képviselő (Budapest XVIII. kerülete) volt. 1990–1994 között a Környezetvédelmi bizottság tagja volt. 1992–1994 között a Társadalmi szervezetek költségvetési támogatását koordináló bizottság tagja volt.

## Családja
Szülei Szeleczky Zoltán és László Klára voltak. 1974-ben házasságot kötött Szabó Judittal. Két gyermekük született: Balázs (1975–) és Zsófia (1977–).